# Jurij Bagdasarow
Jurij Eduardowicz Bagdasarow (ur. 2 lutego 1956, zm. 18 września 2020) – ukraiński specjalista w zakresie instalacji fizycznych i energetycznych, kierownik zmiany trzeciego energobloku w trakcie katastrofy czarnobylskiej.
Ukończył szkołę fizyczno-matematyczną w Ordżonikidze (obecnie Władykaukaz), a następnie Moskiewski Państwowy Uniwersytet Techniczny im. N.E. Baumana w Moskwie, gdzie uzyskał tytuł magistra instalacji fizycznych i energetycznych. Od 1979 pracował w Czarnobylskiej Elektrowni Jądrowej. W nocy z 25 na 26 kwietnia 1986 roku, kiedy doszło do katastrofy w Czarnobylskiej Elektrowni Jądrowej, Jurij Bagdasarow piastował funkcję kierownika zmiany trzeciego energobloku. Podjął on wówczas decyzję o pilnym wyłączeniu zarządzanego przez siebie bloku, doprowadzając do wyłączenia i maksymalnego ochłodzenia reaktora nr 3. Decyzję tę podjął bez zgody kierownictwa stacji i dyspozytorów systemu elektroenergetycznego. Uznaje się, że decyzja Bagdasarowa pozwoliła uratować reaktor i w konsekwencji doprowadziła do jego dalszej eksploatacji.